# 县立新潟女子短期大学
县立新潟女子短期大学（日语：／ Kenritsu Niigata Joshi Tankidaigaku *），简称县短（けんたん），是過去一所位于日本新潟县新潟市东区的公立短期大学。

## 概要

### 简介
- 短期大学为于1963年开办[1]、由新潟县经营。招生到于2008年[2]（专科招生到于2009年[3]）、正式停办于2012年[1]。

### 历史
- 1963年 县立新潟女子短期大学成立并同时设置一个学科即家政科（服装专攻[注 2]专攻、食物专攻）[2]。
- 1966年 两个学科即幼儿教育科、英文科成立[2]。
- 1993年 家政科变更为生活科学科、服装专攻[注 2]变更为生活科学专攻、食物专攻变更为食物营养专攻、英文科变更为英文学科、幼儿教育科变更为幼儿教育学科。国际教养学科成立、生活福利专攻成立于生活科学科[2]。
- 1995年 专科食物营养专攻成立[3]。
- 2008年 短期大学招生最后、次年停止招生[2]。
- 2009年 专科食物营养专攻招生最后、次年停止招生[3]。
- 2012年 正式停办[1]。

## 学校环境
- 校区：在了新潟县新潟市东区[注 1]

## 历任校长
- 田泽康夫：第一代短期大学校长[4]。
- 豬口孝：最后短期大学校长[5]

## 组织

### 学科
- 生活科学科
  - 生活科学专攻
  - 食物营养专攻
  - 生活福利专攻
- 幼儿教育学科
- 英文学科
- 国际教养学科

### 专科
| - 食物营养专攻 |

### 业余课程
| - 没有 |

### 附属学校
| - 幼儿园：县立新潟女子短期大学附属幼儿园成立于1971年。 |

## 相关链接
- 日本短期大学列表
- 新潟县立大学：后来校